# Gil Junger
Gil Junger, född 7 november 1954 i New York, är en amerikansk regissör. Junger är kanske mest känd för sin regidebut 10 orsaker att hata dig.

## Filmografi
- 1999 – 10 orsaker att hata dig
- 2001 – Black Knight
- 2004 – If Only
- 2008 – Get Smart's Bruce and Lloyd: Out of Control